# تیفانی میلیون
تیفانی میلیون (انگلیسی: Tiffany Million؛ زاده ۶ آوریل ۱۹۶۶) کشتی‌گیر حرفه‌ای سابق و بازیگر پورنو آمریکایی است که هم در فیلم‌های جنس مخالف و هم در فیلم‌های همجنس‌گرایی (لزبین) بازی کرده‌است. آپ در سال ۱۹۹۴ بازنشسته شد اما با توجه به وبسایت حاضر به پاسخگویی به سوالات دربارهٔ شغل قبلی اش است.

## حرفه

### کشتی‌گیری
از سال ۱۹۸۰ به گروه زنان کشتی‌گیر زرق و برق دار پیوست و با نام توفانی ملون به کشتی پرداخت. او و روکسی آستور تیمی را تشکیل دادند که با نام «پارک خیابان Knockouts» شناخته می‌شدند.
او در سال ۱۹۸۹ این ادعا را کرد که از طرف مدیر گروه (G.L.O.W.)، مورد آزار و اذیت قرارگرفته. این باعث شد که آن دو و یک کشتی‌گیر دیگر به همجنس‌گرا (لزبین) بودن مشکوک شوند.

### فیلم‌های بزرگسالان
در سال ۱۹۹۲ او وارد صنعت پورنو شد و اولین حضور خود را در ویدئو Twister داشت. در سال ۱۹۹۴ او در بیش از ۱۰۰ فیلم دارای امتیاز بازی کرده بود که از جمله اینها می‌توان به فیلم ضربه اشاره کرد.
او همچنین یک شرکت به نام Immaculate Video Conceptions تأسیس کرد و کارگردانی چند فیلم را بر عهده گرفت از جمله «فایل‌های XXX: شهوت در فضا و لمس کردن خودم.»

او در شال ۲۰۰۷ د یک باشگاه استریپ شروع به کار کرد. همچنین وی به فاحشگی نیز اعتراف کرده‌است. او بعدها به صورت مخفی نیز به رقص استریپ پرداخت.
تیفانی در سال ۲۰۱۰ از حرفهٔ پورنو کناره‌گیری گرد و این را در یک مستند تلویزیونی نشان داد.

## زندگی خصوصی
او اعتراف کرده که تا به حال با زنان زیادی رابطه داشته. همین‌طور او گفته که در اواسط دههٔ ۱۹۹۰ با جیغ کلی -بازیگر معروف پورنوگرافی- رابلاطهٔ جنسی داشته‌است.
با توجه به اعلام وبگاه او، هم‌اکنون ازدواج کرده و مادر دو فرزند است. او یک فمینیست آزادی‌خواه است که این را در وب خودش شرح داده‌است.

## جوایز
- ۱۹۹۴ جایزه ای‌وی‌ان
- 1995 XRCO
- ۱۹۹۵ جایزه ای‌وی‌ان